# Henriettea williamii
Henriettea williamii är en tvåhjärtbladig växtart som beskrevs av Alexander Curt Brade. Henriettea williamii ingår i släktet Henriettea och familjen Melastomataceae. Inga underarter finns listade i Catalogue of Life.